# Prytanes oblongus
Prytanes oblongus är en insektsart som först beskrevs av Carl Stål 1862.  Prytanes oblongus ingår i släktet Prytanes och familjen Rhyparochromidae. Inga underarter finns listade i Catalogue of Life.